# Wasserkuppe
La Wasserkuppe est le plus haut sommet du Land de Hesse et culmine à 950 mètres. La montagne est située près de la ville de Gersfeld dans le massif montagneux Rhön. La rivière Fulda y prend sa source avec une trentaine d'autres ruisseaux. Elle a été un centre important des débuts du vol à voile allemand. La compétition de vol à voile de la Rhön s'y tient de 1920 à 1939.

## Étymologie
Bien que l'endroit bénéficie d'une riche hydrographie (Wasser en allemand), son nom n'a rien à voir avec l'eau mais vient du moyen haut-allemand wass, qui désigne un pâturage. Kuppe signifie « sommet arrondi » (en forme de dôme, de type ballon).

## Géologie
Le massif est caractérisé par les traces verticales de volcanisme. Un sentier pédagogique géologique rejoint le sommet voisin appelé Pferdskopf.

## Histoire
Les premiers essais de vols sont effectués par des étudiants de Darmstadt en 1910. Hans Gutermuth,  l'un des meneurs du groupe, sur un de leurs prototypes de planeur, le FSV X, réalise un vol de 838 mètres en 112 secondes, le 22 juillet 1912. C'est un record de durée, qui a résisté jusqu'en 1920,. 
Les planeurs sont alors lancés à l'aide d'un sandow face au vent remontant la pente. 
Après la Première Guerre mondiale, l'Allemagne se voit imposer des restrictions strictes sur les vols motorisés et elle n'est pas autorisée à former des pilotes d'avion. Les Allemands se tournent alors vers le vol à voile, comme un sport qui les formerait à l'art de voler, sans entrer en conflit avec le traité de Versailles. Pendant les années difficiles de l'après Première Guerre, isolés des conflits politiques dans les vallées, les pilotes de planeurs semblent « protéger l'héritage de l'aviation allemande ». Ils établissent un certain nombre de records d'altitude, de distance et d'endurance, ce qui leur vaut une notoriété importante. Tout au long des années 1920 et 1930, les Allemands dominent les compétitions internationales de vol à voile et donnent au sport son orientation,.
La Wasserkuppe n'est pas un lieu reconnu dans les livres d'histoire allemands ; pourtant, dans l'entre-deux-guerres, elle rivalise avec Bayreuth pour ses productions patriotiques. Chaque été, des milliers de touristes prennent des trains spéciaux pour la petite ville de Gersfeld, pour continuer en bus ou à pied jusqu'à la Wasserkuppe pour regarder les jeunes pilotes de planeur décoller, planer et battre des records.
La Rhön-Rossitten Gesellschaft est fondée le 1er août 1924 à l'instigation d'Oskar Ursinus (de) et de Karl Kotzenberg (de) pour promouvoir le vol à voile, et dans le but de rapprocher la recherche et le développement aéronautique ; elle organise la compétition de vol à voile de la Rhön de 1925 à 1931 ; elle est principalement responsable de l'établissement du vol à voile en tant que sport en Allemagne, et finalement dans le monde entier.

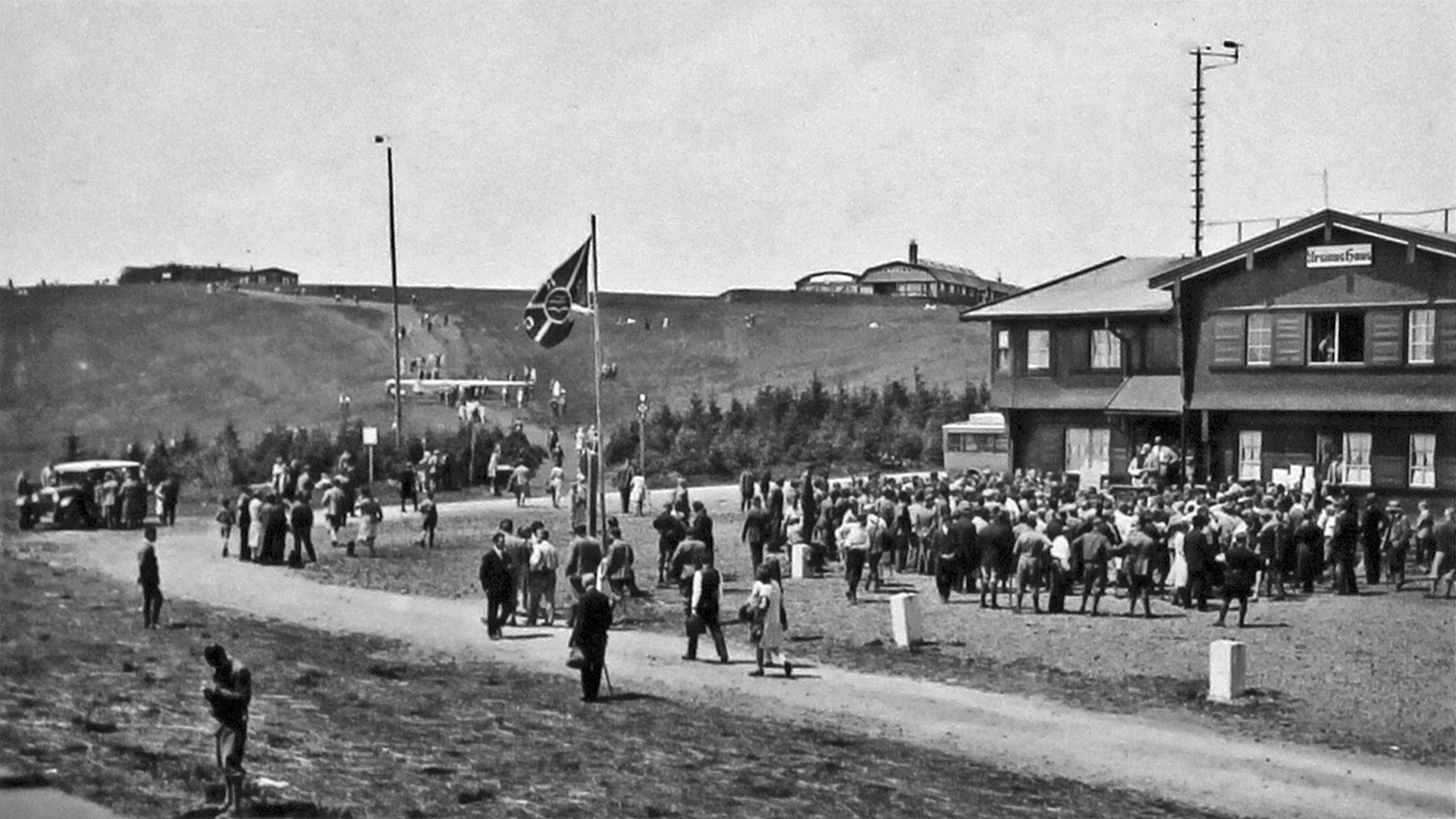
La Ursinus Haus de la Rhön-Rossitten-Gesellschaft sur la Wasserkuppe à la fin des années 1920.
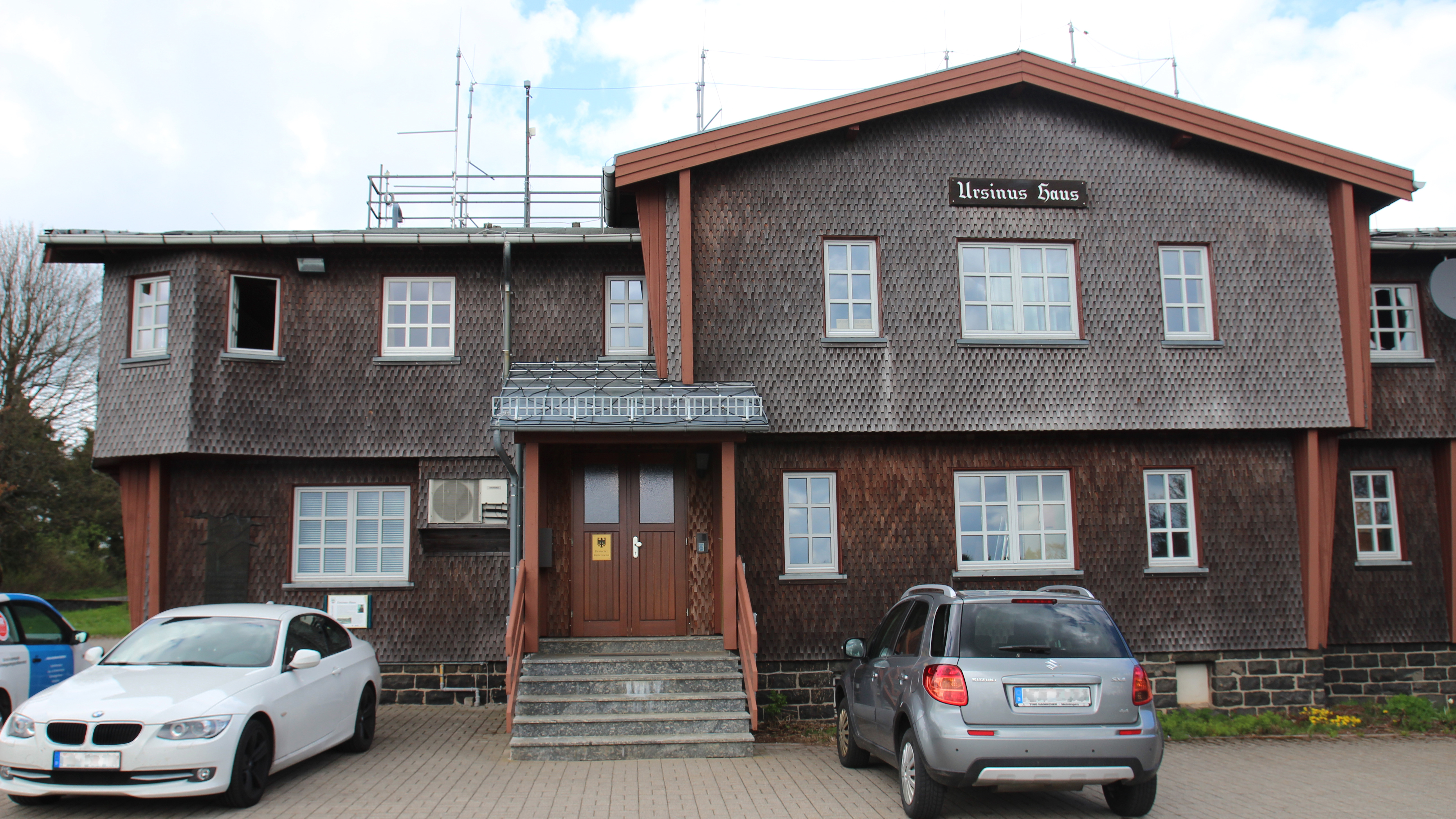
La Ursinus Haus sur la Wasserkuppe en mai 2017.

En 1922, Arthur Martens reste en l'air pendant toute une heure. La même année, il fonde la première école de vol à voile au monde, qui porte son nom. À partir de la fin des années 1920, on utilise les courants ascendants.

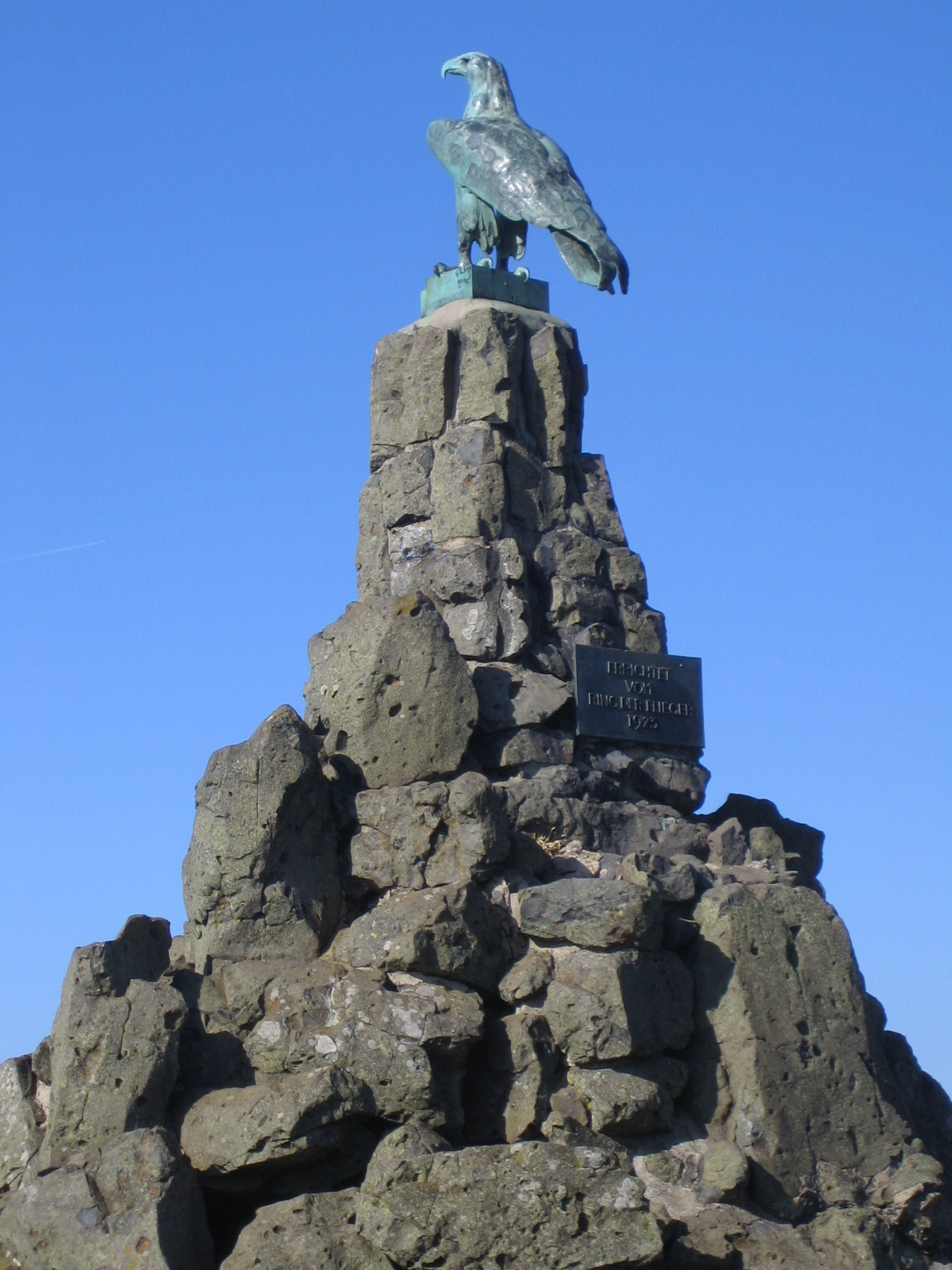
Le monument à la mémoire des pilotes morts.

En 1923, un monument figurant un aigle de bronze sur un cône volcanique en basalte est érigé à la mémoire des pilotes morts pendant la Première Guerre mondiale.

### Wasserkuppe et nationalisme allemand
Même avant la montée du national-socialisme, le vol à voile sert d'allégorie sympathique au renouveau nationaliste allemand. Le traité de Versailles ne donne un sens historique et un contexte au vol à voile qu'après août 1922, lorsque les pilotes de planeurs atteignent des records d'endurance d'une, deux et enfin trois heures et que la presse berlinoise salue ces exploits comme de véritables actes patriotiques. Cependant, une fois le lien entre le vol à voile et le nationalisme allemand forgé, l'histoire est réécrite pour donner même au début du mouvement de vol à voile en 1920 un dessein politique.
Pendant la période national-socialiste, la Luftwaffe prend le contrôle de l'école de Arthur Martens et construit notamment des casernes utilisées aujourd'hui comme centre de formation pour les jeunes par l'association DJO.

### Après la guerre
Lors de la création du rideau de fer, une station radar est installée car, située à la limite de la RDA, la Wasserkuppe constitue un lieu d'observation privilégié des troupes du pacte de Varsovie. Au cours des années 1970 - 1980, alors en zone américaine, elle voit s'élever jusqu'à cinq radômes, qui sont ensuite démantelés et/ou remis à l'armée allemande en 1978. À la fin de la guerre froide, l'emplacement perd de son importance stratégique et les installations sont fermées en 1998. Aujourd'hui, le radôme vide ne sert plus que de repère visuel aux pilotes.

## Activités
Cette « montagnette » est très célèbre dans le monde du vol à voile. Il s'y trouve aussi le musée allemand du vol à voile, un aérodrome pour planeurs et avions à moteurs utilisé par quatre associations vélivoles et un centre d'apprentissage. C'est également un grand centre de parapente et d'aéromodélisme.
Haut lieu touristique, la Wasserkuppe abrite des hôtels-restaurants et constitue une région de sports d'hiver.

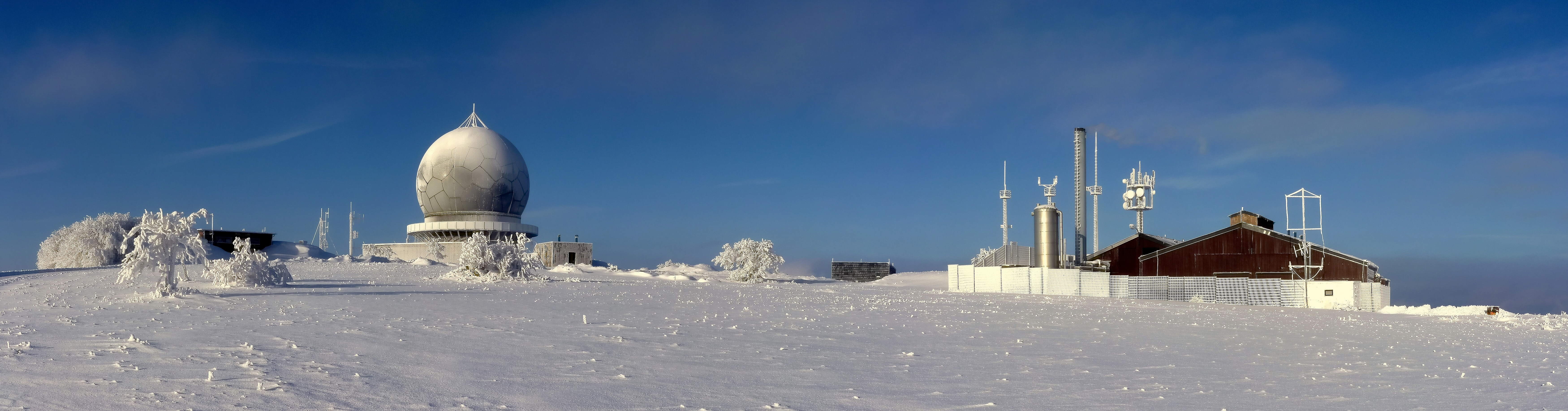
Radôme et centrale de cogénération en hiver.

Depuis 2003, une centrale de cogénération alimentée en huile de colza alimente en chaleur la plupart des habitations sur la montagne.
Depuis mars 2006, une station relais de télévision amateurs, DB0TAN (1 280 MHz) et depuis avril 2006 un relais radio amateur 70 cm, DB0WAS (438,950 MHz).

Panorama sur le Wasserkuppe depuis le Pferdskopf.

## Référence
- (de) Cet article est partiellement ou en totalité issu de l’article de Wikipédia en allemand intitulé « Wasserkuppe » (voir la liste des auteurs).

1. 1 2  Visualisation sur le géoportail de l'Allemagne.
2. ↑  « Segelflug », sur www.darmstadt-stadtlexikon.de (consulté le 26 novembre 2022)
3. ↑  (en) Lewin Bennitt Barringer, Flight Without Power: The Art of Gliding and Soaring, Pitman publishing corporation, 1940 (lire en ligne)
4. 1 2 3 4  (en) Peter Fritzsche, A Nation of Fliers: German Aviation and the Popular Imagination, Harvard University Press, 1992 (ISBN 978-0-674-60122-2, lire en ligne)
5. ↑  Edward S. Evans, Gliding, Encyclopædia Britannica, 14e édition, 1929–1932.
6. ↑  (de) Peter Riedel, Vom Hangwind zur Thermik : erlebte Rhöngeschichte 1927-1932, vol. II, Motorbuch, coll. « Erlebte Rhöngeschichte », 1988, 226 p. (ISBN 3-87943-981-8)